# Maids Moreton
Maids Moreton är en civil parish i Storbritannien. Den är belägen i kommunen Buckinghamshire och riksdelen England, i den södra delen av landet, 80 km nordväst om huvudstaden London.
Kustklimat råder i trakten. Årsmedeltemperaturen i trakten är 8 °C. Den varmaste månaden är juli, då medeltemperaturen är 16 °C, och den kallaste är januari, med 0 °C.
Kyrkan St. Edmund's ska ha uppförts av två av Thomas Pevers (död 1469) ogifta döttrar, engelska maids.